# Karalino
Karalino (biał. Караліно; ros. Каралино) – wieś na Białorusi, w obwodzie witebskim, w rejonie dokszyckim, w sielsowiecie Biehomla. W 2009 roku liczyła 15 mieszkańców.